# Boganangone
Boganangone är en subprefektur i Centralafrikanska republiken.   Den ligger i prefekturen Lobaye, i den sydvästra delen av landet, 160 km väster om huvudstaden Bangui.
I omgivningarna runt Boganangone växer huvudsakligen savannskog. Runt Boganangone är det glesbefolkat, med 9 invånare per kvadratkilometer.